# Чуквуджи, Одишика
Одишика Линда Чуквуджи (англ. Odishika Linda Chukwuji; 21 июля 1987, Лагос) — нигерийская футболистка, крайняя полузащитница и защитница.

## Биография
По состоянию на 2006 год играла на родине за клуб «Байелса Квинз». Была в составе молодёжной сборной Нигерии (до 20 лет) на молодёжном чемпионате мира 2006 года в России, но во всех матчах оставалась в запасе.
В 2007 году выступала за белорусский клуб «Университет» (Витебск), принимала участие в матчах еврокубков.
В 2008 году перешла в российский клуб «Энергия» (Воронеж). Команда была безнадёжным аутсайдером высшей лиги России, проиграв все матчи и забив 3 гола за сезон, однако нигерийка смогла стать лучшим снайпером команды (2 гола).
В начале 2010-х годов училась в США на медика. Выступала в студенческих соревнованиях за университетскую команду «Бренау Тайгерс» и в любительской W-лиге за «Вирджиния Бич Пираньяс». Включалась в символические сборные студенческих соревнований.